# Edda Grossman
Edda Grossman (* 12. Oktober 1958 in Köln) ist eine deutsche Malerin.

## Leben
Von 1978 bis 1984 studierte sie an der Universität der Künste Berlin und war Schülerin bei Karl Oppermann. Im Jahr 1985 gründete sie mit ihren Kollegen Norbert Fritsch, Doris von Klopotek, Frank Rödel, Klaus Mollenhauer und Renée Strecker die Berliner Künstlergruppe Kobalt. Es folgten mehrere Auslandsaufenthalte in Frankreich und Spanien. Im Jahr 1988 eröffnete Edda Grossman gemeinsam mit ihrem Lebensgefährten Karl Oppermann das Atelier La Rambla de las Flors in Barcelona, welches sie bis heute unterhält. Im Jahr 1995 löste die Künstlerin ihr Berliner Atelier auf und erwarb die historische Kunstmühle in Veckenstedt am Harz. Heute ist das Projekt eine Begegnungsstätte für kulturelle und künstlerische Aktivitäten. Edda Grossman lebt und arbeitet in Veckenstedt und in Barcelona.
Grossman hat zwei Söhne.

## Werk
In den 1980er Jahren wurde Edda Grossman erstmals durch Ausstellungen in Berlin bekannt. Sie arbeitet an der Verbindung zwischen Mythologie, Literatur, Musik und Geschichte. Ihre metaphorische Bildsprache ist von Farbintensität geprägt, meist arbeitet sie großflächig und in Bildzyklen. Stilprägend für ihre Malerei ist die dynamisch-expressive Pinselführung. Zu ihrem künstlerischen Kanon gehören Städtebilder und Porträts, Allegorien und Heiligenbilder sowie Stillleben. Darüber hinaus bearbeitet sie Gegenstände des täglichen Lebens, bemalt Schuhleisten und Möbelstücke, sowie Teller, Schalen und Fliesen.

## Werke in öffentlichen Sammlungen
Die Arbeiten von Edda Grossman befinden sich in öffentlichen Sammlungen. Dazu gehören die Galerie des Abgeordnetenhauses von Berlin, das Wissenschaftszentrum Berlin für Sozialforschung, die Weberbank in Berlin, das Rathaus Wernigerode, die Kreismusikschule Harz in Wernigerode, die Europaschule August Bebel in Blankenburg (Harz), die Stiftung Burg Kniphausen in Wilhelmshaven, das Schloss Klippenstein zu Radeberg, die Öffentliche Versicherung in Braunschweig, die Bayerische Hypobank in Hannover und Hamburg, sowie die Caixa Terrassa in Barcelona.

## Ausstellungen (Auswahl)
- 1985–2010: Galerien in Berlin: Karin Büsch, Enno Becker, Ludwig Lange
- 1989: Jüdisches Museum Rendsburg
- 1991: Villa Oppenheim mit Klaus Duschat, Berlin
- 1996: Bibliothek der Freien Universität Berlin
- 1992 und 2000: Stiftung Burg Kniphausen, Wilhelmshaven; Nürnberghaus, Krakau/PL
- 2009: Domäne Marienburg der Universität Hildesheim
- 2010: Hochschule Harz, Wernigerode
- 2014: Galerie Art&Old, Berlin

## Auszeichnungen und Preise
- 1981: Stipendium der Studienstiftung des Deutschen Volkes.
- 1981–82: D.A.A.D.-Jahresstipendium in Paris, École des Beaux-Arts (ENSBA) bei Olivier Debré.
- 1985: Stipendium der M. Karolyi Foundation in Vence/F.
- 2013: Kunst-/Kulturpreis der Stadt Wernigerode.

## Buchveröffentlichungen (Auswahl)
- Gruppe 119. Katalog, Haus am Kleistpark, Berlin, 1978.
- Kobalt. Gruppe Kobalt. Malerei. Berlin, Hamburg, Rendsburg, 1990.
- Edda Grossman/Klaus Duschat. Katalog, Villa Oppenheim Berlin, 1991.
- Wibke von Bonin: Zodiak. 1993.
- Schloss Charlottenburg – ein Musensitz? Katalog zum 300jährigen Bestehen von Schloss Charlottenburg, Berlin 1995.
- Katalog, Universitätsbibliothek FU Berlin, Text: Gero Selig, Berlin 1996.
- Edda Grossman. Bilder und Objekte. Kunstverein Salzgitter e.V., Katalog (mit Vorzugsausgabe, 50 Kaltnadelradierungen), Texte: Klaus Berner und Wibke von Bonin, Braunschweig, 2012.